# From Dusk till Dawn 3: The Hangman's Daughter
From Dusk till Dawn 3: The Hangman's Daughter, es una película de terror estadounidense de 1999, y una precuela de la película de 1996, From Dusk till Dawn. Fue lanzada directamente a vídeo y nominado para el Mejor Vídeo de lanzamiento del Premio, Saturn Award.

## Argumento
México, 1913. El bandido Johnny Madrid consigue escapar de una ejecución pública, llevándose consigo a Esmeralda (la hija del verdugo) cómo rehén, y huyen para reencontrarse con la pandilla de Johnny. Mientras tanto, el escritor Ambrose Bierce viaja junto a un predicador y su esposa, con intenciones de hablar con el revolucionario Pancho Villa. En otro lado del desierto, el verdugo y sus hombres siguen la pista de Madrid. Los caminos de todos ellos se verán cruzados cuando se refugien en "The Devil's Titty" (el lugar que en un futuro se llamará "Titty Twister"). Pero pronto descubrirán que los dueños y empleados del lugar sólo se alimentan del crepúsculo al amanecer.

## Reparto
| Actor            | Personaje                      |
| ---------------- | ------------------------------ |
| Marco Leonardi   | Johnny Madrid                  |
| Ara Celi         | Esmeralda/Satánico Pandemonium |
| Michael Parks    | Ambrose Bierce                 |
| Jordana Spiro    | Cathrine Reece                 |
| Temuera Morrison | The Hangman                    |
| Lennie Loftin    | John Newlie                    |
| Rebecca Gayheart | Mary Newlie                    |
| Danny Trejo      | Razor Charlie                  |
| Sonia Braga      | Quixla                         |
| Orlando Jones    | Ezra Traylor                   |
| Peter Butler     | Pancho Villa                   |